# Venus (yacht)
M/Y Venus är en superyacht tillverkad av Feadship i Nederländerna. Det var tänkt att Venus skulle levereras till den amerikanske entreprenören Steve Jobs, medgrundare till Apple Inc., men han avled av endokrin pankreascancer innan detta skedde. Hans änka Laurene Powell Jobs är den som äger den idag. Venus designades helt av den franske designern Philippe Starck. Superyachten är 78,2 meter lång och har en kapacitet upp till tolv passagerare. Den har totalt 14 hytter och en besättning på 22 besättningsmän.
Venus kostade 100 miljoner amerikanska dollar att bygga.

## Galleri

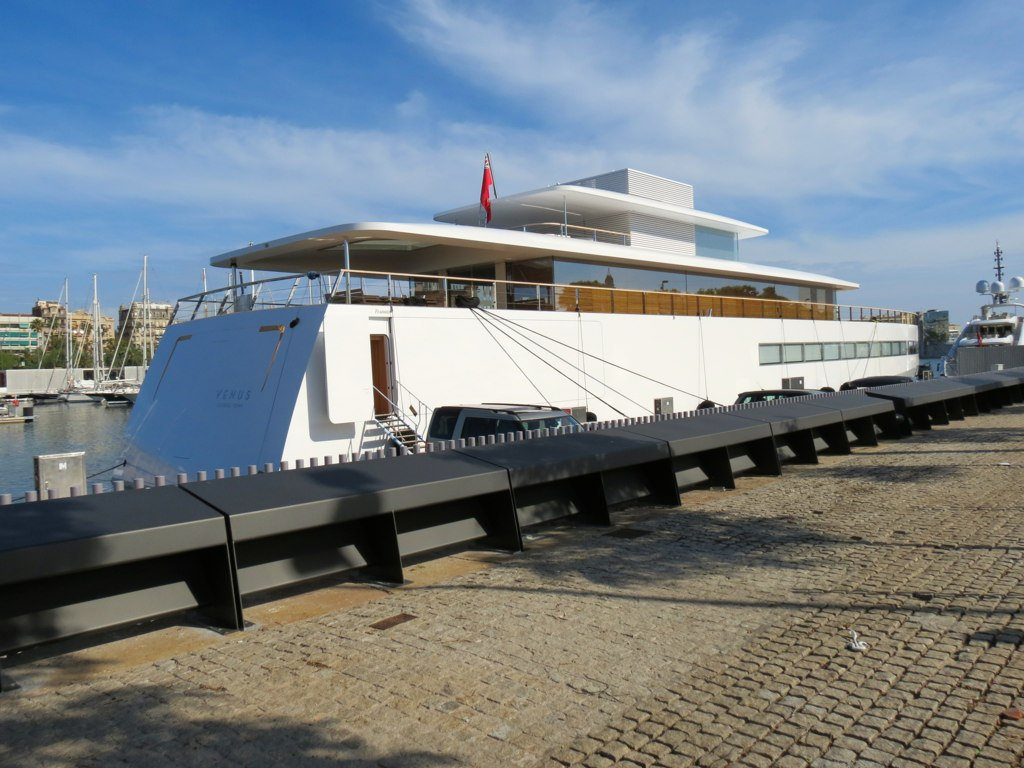
Venus i Barcelona i Spanien, 2014.
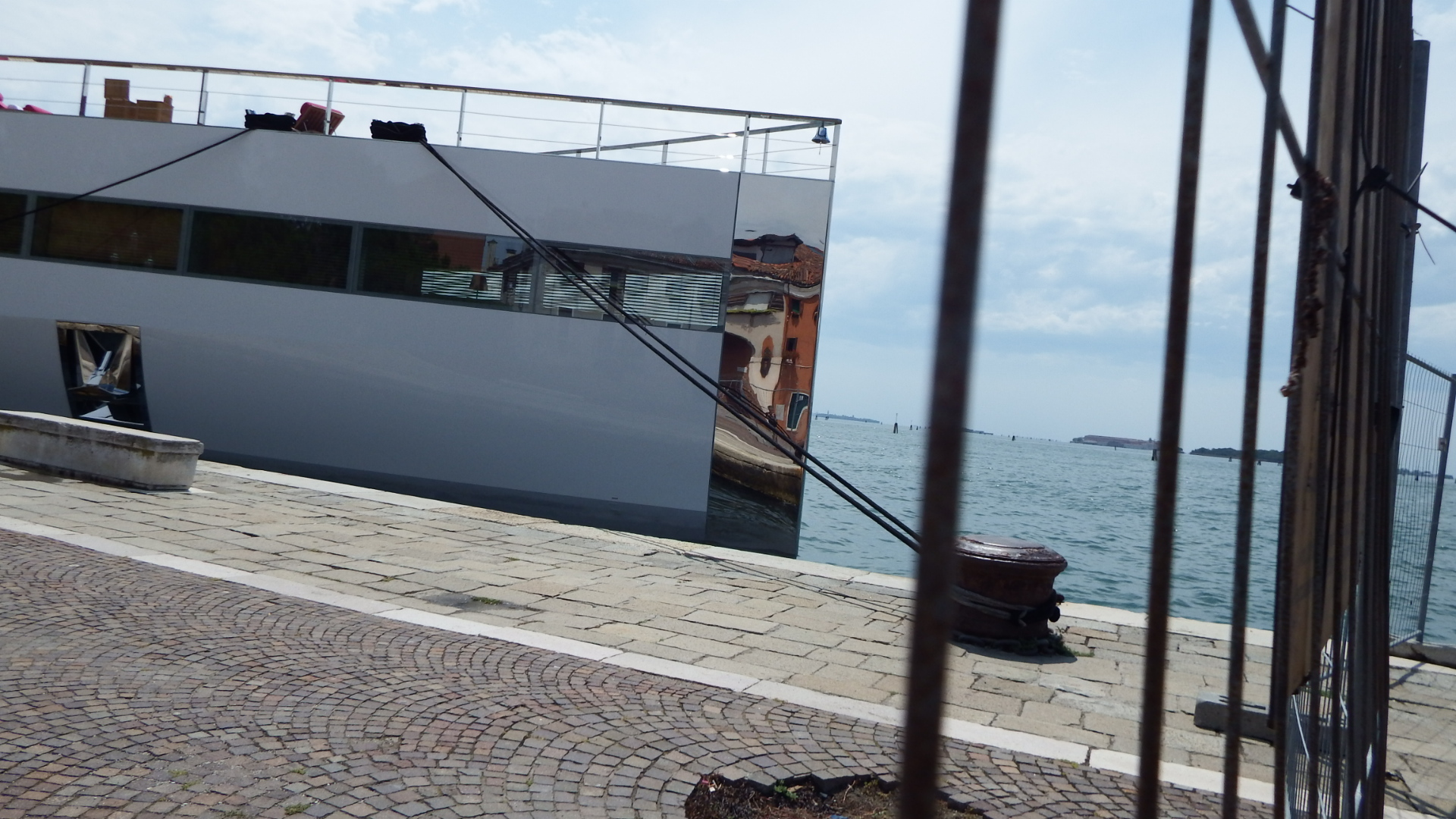
Venus i Venedig i Italien, 2014.